# Годфрі Обоабона
Годфрі Обоабона (англ. Godfrey Oboabona, нар. 16 серпня 1990, Акуре) — нігерійський футболіст, захисник клубу «Саншайн Старз» та національної збірної Нігерії.
У складі збірної — володар Кубка африканських націй.

## Клубна кар'єра
У дорослому футболі дебютував 2010 року виступами за команду клубу «Саншайн Старз», кольори якої захищає й донині.

## Виступи за збірну
2012 року дебютував в офіційних матчах у складі національної збірної Нігерії. Наразі провів у формі головної команди країни 18 матчів, забивши 1 гол. 2013 року став переможцем Кубка африканських націй.
У складі збірної був учасником розіграшу Кубка конфедерацій 2013 року у Бразилії.

## Титули і досягнення
- Володар Кубка африканських націй (1): 2013